# 马其顿内部革命组织—马其顿民族统一民主党
马其顿内部革命组织—马其顿民族统一民主党（缩写：/）是北马其顿的一个右翼政党，约有党员10万人。

## 历史
该党自称以1893年成立的马其顿内部革命组织为前身（该组织曾于1903年在保加利亚建立无政府共产主义政权斯特兰贾公社），实际上两者并无承继关系。该党于1990年6月17日在斯科普里正式成立，由一批追求马其顿独立的青年民族主义知识分子为主体组成。在当年的马其顿议会选举中，该党成为议会第一大党，但是因为拒绝同阿尔巴尼亚族政党合作而失去组阁权。
1995年后，该党逐渐趋向温和，在1998年的大选中，该党出人意料地同阿尔巴尼亚族民主党联盟，从而赢得大选，其党首柳普乔·格奥尔基耶夫斯基出任总理。

### 21世纪
2002年，该党在大选中失败，随之分裂，柳普乔·格奥尔耶夫斯基另组马其顿内部革命组织人民党，尼古拉·格鲁埃夫斯基接任领袖。
2006年6月5日议会选举中，该党获得全部120议席中的45席首次名列第一开始执政，而原来的第一大党馬其頓社會民主聯盟沦为第二。
2008年6月1日议会选举中，该党获得全部120议席中的63席名列第一，再次执政。
2011年6月5日，在提前一年举行（理应于2012年选举，因最大在野党馬其頓社會民主聯盟提议）的议会选举中，该党获得总共123席中的56席位居第一，开始第三次连续执政。社會民主聯盟获得42席为第二大党，争取一体化民主联盟获得15席排名第三。
在2014年马其顿大选中，统一民主党以赢得42.98%的选票、61席获得胜利。
在2016年馬其頓議會選舉中，再度獲勝。雖奪得120席中的51席，為第一大黨。但因為與阿爾巴尼亞族少數民族政黨民主一體化聯盟的聯合政府談判於2017年1月下旬破裂而成為反對黨。
在2020年北馬其頓議會選舉中，奪得120席中的44席，失去7席。為第二大黨。